# هفت مهر و موم
هفت مهر و موم یک عبارت در کتاب مقدس است که اشاره به هفت مهر و موم نمادین دارد که حفظ کتاب مقدس و حفاظت از جان عیسی در مکاشفه او با پاتموس را ذکر می‌کند. سخن از مهر و موم در سند آخرالزمانی در فصل مکاشفه ۵–۸ رخ می‌دهد. در چشم‌انداز جهان، نشانه‌های آخرالزمان، شیر یهودا و گوسفند هفت شاخ و هفت چشم است.